# فريتز لانج (أستاذ جامعي)
فريتز لانج (بالألمانية: Fritz Lange)‏ هو جراح وطبيب وجراح عظام ألماني، ولد في 21 يونيو 1864 في ديساو في ألمانيا، وتوفي في 19 نوفمبر 1952 في فاكرسبيرغ في ألمانيا.